# Az Úr napja
Az Úr napja (Sunday) a Született feleségek (Desperate Housewives) című amerikai filmsorozat nyolcvanegyedik epizódja. Az Amerikai Egyesült Államokban először az ABC (American Broadcasting Company) adó sugározta 2008. április 13-án.

## Mellékszereplők
- Nathan Fillion - Adam Mayfair
- Kathryn Joosten - Karen McCluskey
- Chris Carmack - Tim
- Dakin Matthews - Sikes tiszteletes
- Jeff Doucette - Crowley atya
- Gary Cole - Wayne Davis
- Tom Titone - Dr. Dunlap
- Mary DeVault - Wilkins nővér
- Patricia Place - Apáca

## Mary Alice epizódzáró monológja
- A narrátor, Mary Alice monológja az epizód végén így hangzik (a magyar változat alapján):

"A hit annak elfogadása, ami nem bizonyítható. Így hát bízunk annak az egyetlen férfinak a szavában, akit apánknak ismertünk. Hiszünk az asszony ígéreteiben, akivel megosztjuk az ágyunkat. Szeretett barátok példájára hagyatkozunk, akik segítenek jobb emberré válni. Igen, mindannyian szeretnénk hinni azokban, akik a legközelebb állnak hozzánk. De ahol felüti a fejét a kétely, a hitünk meginog, és gyorsan átveszi a helyét a félelem."

## Érdekességek
- Ez az epizód volt az első, ami a 2007-2008-as írósztrájk után íródott. Először több, mint három hónappal az előző rész (Késő bánat!) vetítése után került adásba Amerikában.

## Epizódcímek szerte a világban
- Angol: Sunday (Vasárnap)
- Spanyol: Domingo (Vasárnap)
- Olasz: Domenica (Vasárnap)
- Francia kanadai: La foi désespérément (A reménytelen hit)